# کین‌خواهی برای تام
کین‌خواهی برای تام (انگلیسی: Avenging Bill) یک فیلم کمدی صامت کوتاه به تهیه‌کنندگی آرتور هاتلینگ است که در سال ۱۹۱۵ منتشر شد. از بازیگران این فیلم می‌توان به اولیور هاردی و میبل پیج اشاره کرد.